# Saint-Loup-en-Champagne
 Saint-Loup-en-Champagne  es una población y comuna francesa, en la región de Champaña-Ardenas, departamento de Ardenas, en el distrito de Rethel y cantón de Château-Porcien.

## Demografía
| 249 | 232 | 201 | 220 | 217 | 223 |
| Para los censos de 1962 a 1999 la población legal corresponde a la población sin duplicidades (Fuente: INSEE [Consultar]) |     |     |     |     |     |